# 그레이트북스
그레이트북스는 2003년에 설립된 대한민국의 출판사이다. 본사는 서울특별시 구로구에 위치해 있으며, 다양한 출판브랜드를 갖추고 운영하고 있다.

## 전집 브랜드
- 《도레미곰》
- 《놀라운 자연》
- 《내친구 과학공룡》
- 《안녕 마음아》
- 《이야기 꽃할망》
- 《행복한 명작》
- 《버니의 세계책방》
- 《내 친구 수학공룡》
- 《스마트 생활 속 원리 과학&사회탐구+(플러스)》
- 《지인지기 위인동화》
- 《개념씨 수학나무》
- 《힘찬 유사사기》
- 《역지사지 세계문화》
- 《우리/세계 책시루》
- 《으랏차차! 이야기 한국사/세계사》

## 유아 라인 전집
- <도레미곰>

글로벌 신예 작가들의 글과 그림, 노래하는 즐거움, 클래식 감상의 효과를 하나로 모아 유아기에 꼭 길러야 할 지적, 정서적 능력을 함께 높여주는 ‘클래식 뮤지컬 세계창작 그림책’
구성 : 본책 50권, 음원책 <도레미북>, 도레미 클래식 CD세트, 독서기록세트, 세이펜&뮤지컬동화 QR스티커
- <놀라운 자연>

글, 그림, 사진, 놀이 장치가 어우러진 자연관찰전집 <놀라운 자연>
구성 : 본책 70권, 별책 4권, 블록북 9권, 놀자 책놀이 8종 세트, 놀자 빵빵 입체놀이북 2종 세트, 동식물 카드 세트(80장), 증강현실 놀이 3종 세트, 놀자송 CD
- <버니의 세계책방>

세계적인 어린이 문학상 수상작과 유명 작가들의 작품이 담긴 세계창작 동화 모음집
구성 : 본책 52권, 음원책<버니의 Sound book>, 종합 스티커 모음 <버니의 Sticker book>, 책놀이 3종 세트<나의 독서 노트>, <내가 만드는 그림책>, <버니의 도서관>
- <안녕, 마음아>

대한민국의 아이들의 생활과 감성이 담긴 동화. 아이들에게 친근한 소재와 공감할 수 있는 스토리.
아름다운 우리말을 통해 다양한 어휘 습득이 가능한 ‘마음의 힘을 키우는 우리 창작 인성동화’
구성 : 본책 58권, 마음놀이 교구67종, 터치북 애플리 케이션 30종
- <행복한 명작>

칼데콧 상, 볼로냐 라가치상, 벤자민 프랭클린 상, 뉴욕타임즈 선정 최고의 그림책 상 등을 수상한 세계적인 그림작가들의 작품이 담긴 세계 명작 동화 <행복한 명작>
구성 : 본책 70권, 오디오 CD 14장, 명작 애니메이션 30편, 책놀이 <북스콜레> 세트
- <이야기 꽃할망>

국내 유명 작가들이 이야기에 꼭 맞게 그려낸 수준 높은 그림, 이야기에서 솟아난 듯 생생한 캐릭터와 상상력을 키워주는 기발한 구성. 구전 이야기의 맛을 더하는 입말체로 의성어, 의태어의 느낌을 살린 우리 전래동화 전집 <이야기 꽃할망>
구성 : 본책 67권, 오디오 CD 10장, 이야기카드 세트(카드 8종 80장 + 차트 1종)
- <내 친구 수학공룡>

아이가 매일 겪는 일상 속 경험과 친근하고 귀여운 캐릭터, 다양한 조작 활동으로 아이의 수학 감각을 깨워주는 수학 그림책.
구성 : 본책 42권, 별책 4권(동요책1권 + 활동책3권), 수학동요 율동 QR 동영상 10편, 수학놀이 QR 동영상 15편, 수학놀이세트 7종, 수학 브로마이드 2종, 권말부록 스티커 세트
- <내 친구 과학공룡>

아이의 생활 속에서 과학 현상을 발견하고, 이해하는 과정을 통해 과학을 재미있게 만나는 과학 그림책.
구성 : 본책 52권, 별책 1권, 과학놀이 세트 43종, 과학실험 세트 9종

## 초등 라인 전집
- <우리문학 책시루>

문학을 공부할 때 반드시 읽어야 하는 고전문학 36편과 이효석, 황순원, 방정환, 조정래, 박경리 등 교과서에 소개되는 한국 현대 문학의 대표 작가 27인의 작품들 중에서 어린이가 이해하고 공감할 수 있는 내용의 작품 48편을 엄선.
구성 : 본책 63권, 생각시루 세트(활동지 63종), 문학 애니메이션 28편
- <세계문학 책시루>

그림책에서 글책으로 옮겨가는 초등 어린이가 쉽고, 재미있게 글 맛에 빠져들도록 도와주는 어린이 세계문학 전집
구성 : 본책 50권, 생각시루 세트(전권 활동지)
- <개념씨 수학나무>

추상적인 수학 개념을 생활 속 소재와 구체적인 이야기로 풀어낸 스토리텔링 수학 전집.
구성 : 본책 55권, 수학 두뇌 키우기, 수학 일기, 길잡이 책, 200% 활용법
- <생활 속 원리과학>

어린이들이 접할 수 있는 생활 속 현상들을 통해 과학 개념과 원리를 설명해주는 초등 과학 전집.
구성 : 본책 65권, 스마트리딩 44차시, 200% 활용법
- <생활 속 사회탐구>

어린이들이 생활 속에서 만날 수 있는 사회 현상으로부터 어려운 개념을 풀어내고, 공감할 수 있는 이야기를 읽으며 우리 사회의 이모저모와 사회 교과의 핵심 개념을 이하는 초등 사회 전집
구성 : 본책 62권, <사회 개념어 사전>, <내 힘으로 사회탐구>, 스마트리딩 48차시
- <신 지인지기>

유명한 에피소드, 업적을 이룬 순간만이 아니라 인물이 꿈을 찾는 어린 시절부터 꿈을 이루기 위해 노력한 생애를 쉽고 재미있는 이야기로 엮은 인물서. 아이들의 꿈에 길잡이가 되어 줄 70가지 인물 이야기 <신 지인지기>
구성 : 본책 70권, 활동자료 세트, QR 인물 이야기 29편
- <역지사지 세계문화>

사진과 글, 그리고 그림을 통해서 세계 여러 나라의 문화를 역사, 지리, 사회 관계 속에서 읽어 나갈 수 있게 보여주는 어린이 인문 교양서.
구성 : 본책 44권, 세계의 나라, 축제와 명절, 문화유산, 자연유산, 자연환경과 생활, 활동책
- <으랏차차 이야기 한국사>

인물의 생각과 활동이 담긴 이야기와 그림을 통해 정통 한국사를 쉽고 흥미롭게 만나게 하는 어린이 역사 전집
구성 : 본책 59권, 한국사 사전, 한국사 연표, 우리 역사 박물관, 한국사 테마, 역사 애니메이션 50편
- <으랏차차 이야기 세계사>

맥락이 드러나는 글과 위트있는 그림으로 역사에 대한 통찰력을 키워주는 어린이 세계사 전집
구성 : 본책 45권, 개념 술술 초등 세계사 사전, 역사가 보이는 세계 문화유산 기행, 지도로 읽는 세계사, 연표로 읽는 세계사
- <힘찬 유사사기>

인물 중심의 재미있는 이야기로 한국사에 대한 흥미과 관심을 키워주는 역사 전집
구성 : 본책 60권, 미니북, 척척박사 놀이카드

## 단행본 브랜드
- 《뿡야와 친구들》

## 역사
- 2003년 8월 8일: 서울특별시 마포구 도화동에서 주식회사 온샘미디어로 법인설립. 자본금 180,000,000원
- 2004년 7월 29일: 서울특별시 마포구 서교동으로 본점 이전.
- 2005년 3월 30일: 현 명칭인 주식회사 그레이트북스로 변경.
- 2011년 6월 4일: 자본금을 680,890,000원으로 증자.
- 2012년 2월 21일: 자본금을 780,890,000원으로 증자.
- 2016년 9월 9일: 현 주소인 서울특별시 구로구 디지털로31길로 이전.
- 2016년 10월 1일: 서울특별시 마포구 월드컵로에 지점 설치.
- 2018년 5월 2일: 서울특별시 마포구 소재 지점을 경기도 고양시 일산동구 일산로로 이전.
- 2019년 7월 9일: 대구광역시 달서구 조암로에 지점 추가 설치.

## 판매 대리점에 불공정거래행위 및 갑질 논란
그레이트북스와 계약사항 위반으로 계약이 해지된 일부 서점주들이 악의를 품고
하기와 같은 일방적인 주장을 지속적으로 펼치고 있으며 일부사항은 재판까지 갔으나 무죄판정을 받았다
정확히 사실이 확인된 부분은 없으며 일방의 주장이 있을 뿐이다
위 그레이트북스의 주장에 어처구니 없어 글을 남긴다. 유아동 도서를 만드는 출판사 대표가 어떻게 계속 거짓말을 하는지 이해할 수가 없다. <재판까지 간 일이 없다.> 오히려 그레이트북스에서 사과는커녕 대형 로펌을 선임해 서점주를 명예훼손, 업무방해 등으로 고소했고 수사결과 혐의없음 <무죄 통지>를 받았다. 아직도 계속되는 그레이트북스의 갑질로 폐점하거나 업계를 떠날 생각을 하고 있는 점주들이 다수 있다. 아래 <판매 대리점에 불공정거래행위 및 갑질 논란>들은 모두 사실이다. 공신력 있는 언론사에서 해당 출판사 대표에게 답변을 요구했지만, 잇따른 사실 확인 요청에 아무런 답변도 하지 않았다. 아래 <그레이트북스 갑질 관련 언론 보도>의 뉴스 링크들을 눌러보고, 대한민국 부모 그리고 국민 여러분들이 판단해 주시길 바란다.

### 불공정한 그레이트북스 대리점 계약서 (갑의 위치 악용, 일방적인 계약)
그레이트북스 판매 대리점 계약서는 ‘지역별 고객 마케팅 홍보 활동 등 행사에 불참할 경우’, ‘판매 실적이 현저하게 떨어진 경우’, ‘신제품 교육에 특별한 사정없이 3회 이상 불참할 경우’, ‘영업 담당자의 경고, 면담을 거쳐도 개선되지 않을 경우’ 등 위반 시 계약 해지도 가능하다는 강압적인 내용이 명시되어 있다. 계약 기간도 1년 단위라 늘 불안하고 지시에 따르지 않을 수 없다. 2016년 7월 30일에 1년 계약서를 작성하고 기간이 남았음에도 2017년 2월 3일, 출판사에 유리한 새 계약서를 재작성하게 했다. 전집도서를 취급하는 어린이서점은 영유아부터 초등학생까지 고객을 오랜 시간 동안 관리하며, 상담을 통해 판매로 이뤄지는 영업 방식이다. 1년 단위의 계약은 상당히 위협적이다.

### 대리점에 위약금 부과
지역 감독관을 고객으로 가장시켜 대리점으로 보내, 점주를 유도하여 저렴하게 구매 후 단속에 걸렸다고 벌금을 부과하고 있다. 거둬드린 벌금이 2012년~2014년에만 2억 원, 현재도 받고 있고 그 금액만 수십억 원에 이른다. 서점이 책을 싼값에 팔았다고 해서, 출판사가 위약금을 부과하는 것은 불법이다. 법제처에 있는 도서정가제 단속 주관 부서는 한국출판문화진흥원과 문화체육관광부, 정부 기관이다.

### 대리점주 명의 그레이트북스 전용 통장 개설 강요 및 자금 유용
그레이트북스 출판사 사장은 본인 주거래 은행의 위임장을 작성하게 하고, 전국 대리점 점주(300명 이상)들의 통장을 개설한 후, 2009년 6월 17일 ~ 2011년 7월 7일까지 직접 관리하며, 한 달 뒤 판매 수당만 지급했다. 한 달에 수십억 원 이상 되는 돈을 본인 회사 자금으로 썼다. 이렇게 운영하여 회사를 키운 그레이트북스는 어린이 전집도서 서점 업계 1위가 되었고 많은 돈을 벌었다.

### 경쟁 출판사 도서 판매 금지 지시
그레이트북스 출판사 사장은 대리점주들을 대상으로 한 교육장에서 "OO출판사에(경쟁 업체) 들어가는 매장에서는 그레이트북스(본인 출판사) 공급은 바로 정지됩니다. 내가 분명히 말씀드려요. 이건 용납할 수 없는 일입니다."라고 말하며 공공연하게 경쟁사와의 거래 단절을 요구했다. 경쟁 관계에 있는 출판사의 대리점은 모두 계약 해지하고, 그 출판사의 도서를 판매하지 않겠다고 하면 재계약을 해주고 있다. 명백한 불법 행위이며 갑질이다. 더 이상한 것은 대구·경북지역만 이렇게 되었고, 다른 지역의 서점들은 모든 도서를 판매하고 있다. 갑질로 인해, 이미 폐업을 했거나 폐업 준비하고 있는 곳도 있다.

## 그레이트북스 갑질 관련 언론 보도
- [KBS 뉴스] 대형 출판사 갑질, "경쟁 출판사 책 취급 안돼"
- [KBS 뉴스] 할인판매 유도해 위약금 가로채… 출판사 갑질 의혹
- [KBS 뉴스] 갑의 위치 악용, 일방적인 계약
- ‘갑질 논란’ 출판사 그레이트북스... “경쟁사 도서 팔면 계약해지”
- 그레이트북스, 갑질 논란... “가족 생계 가지고 갑질 말아라”
- 유명 아동서적 전문출판사, 거래처 서점 상대로 '함정 단속' 의혹...서점 '위약금' 물어
- "할인 판매하면 벌금, 경쟁사와 계약하면 거래 종료" 그레이트북스, 갑질 논란 증폭
- 유아동 도서출판 그레이트북스, 갑질 논란…“대리점 상대로 돈 뜯어내”
- 그레이트북스, 대구·경북 지역 서점업주들에 '갑질'
- 업계 1위 아동서적 출판사 갑질에 어린이서점 '눈물'
- 대형 출판사에 갑질 당한 어린이서점 점주 1인 시위... 할인판매 유도해 위약금 가로채
- 그레이트북스에 갑질 당한 어린이서점 점주 1인 시위
- 대형 출판사 싸움에 영세 서점 피해
- 그레이트북스 '갑질' 중단 요구 어린이서점 점주 여야 대구시당사 앞에서 1인 시위

## 본점 및 지점 현황
- 본점: 서울특별시 구로구 디지털로31길 20, 1206호, 1207호, 1208호 (구로동, 에이스테크노타워5차)
- 고양지점: 경기도 고양시 일산동구 일산로 207 (마두동)
- 대구지점: 대구광역시 달서구 조암로 42, 303호 (월성동, 플러스타워)

## 웹사이트
- 그레이트북스 홈페이지